# فلیکس گوبلت د الویلا
فلیکس گوبلت د الویلا (انگلیسی: Félix Goblet d'Alviella; ۲۶ مهٔ ۱۸۸۴ – ۲ ژوئیهٔ ۱۹۵۷) ورزشکار شمشیربازی اهل بلژیک بود.
وی در مسابقات کشوری و بین‌المللی در مجموع برندهٔ ۱ مدال نقره شده‌است.